# Фридман, Ричард Эллиотт
Ри́чард Э́ллиотт Фри́дман (англ. Richard Elliott Friedman; род. 5 мая 1946, Рочестер, Нью-Йорк) — американский библеист и гебраист. Профессор гебраистики имени Энн и Джея Дэвисов и профессор религиоведения кафедры религиоведения Франклинского колледжа искусств и наук Университета Джорджии (с 2006). Один из авторов энциклопедических изданий The Anchor Bible Dictionary и Encyclopaedia Judaica.

## Биография
Родился 5 мая 1946 года в Рочестере штата Нью-Йорк, по материнской стороне правнук Луиса (Арье-Лейба) Губмана из Дубровны, Беларусь.
В 1966—1967 и 1969—1970 годах изучал иудаику в Еврейском университете в Иерусалиме.
В 1968 году получил бакалавра гуманитарных наук cum laude по философии в Университете Майами. В 1971 году получил магистра еврейской литературы в Еврейской теологической семинарии. В 1974 году получил в Гарвардской школе богословия Гарвардского университета магистра теологии cum laude по еврейской Библии и в 1978 году там же доктора теологии с отличием по еврейской Библии, ближневосточным языкам и цивилизациям.
В 1994—2006 годах — катцинский профессор еврейской цивилизации, еврейской Библии и ближневосточных языков и литератур в Калифорнийском университете в Сан-Диего.
Был научным сотрудником Американского совета научных сообществ, старшим научным сотрудником Американских школ востоковедения, приглашённым научным сотрудником Кембриджского и Оксфордского университета, приглашённым профессором Хайфского университета.

## Научная деятельность

### Исследование Священнического кодекса и Второзаконника
Фридман считает, что Священнический кодекс сложился в эпоху царя Езекии.
Вслед за Юлиусом Велльгаузеном Фридман считает, что религия Израиля сложилась под влиянием жрецов-потомков Аарона, поскольку именно они стояли у главного жертвенника, а не Моисей, не Корей и никто другой из левитов.
Также Фридман предполагает, что пророк Иеремия, работавший совместно со своим писцом Варухом, являлся тем самым человеком, который выступает в качестве Второзаконника — автора, который на самом деле написал или же переписал книгу Второзаконие, Книгу Иисуса Навина, Книгу Судей, Книгу пророка Самуила и Книги Царств. В своей книге «Кто написал Библию?» (англ. Who wrote the Bible?) он излагает доводы в подтверждение данного отождествления, а также отмечает, что уже в Талмуде Иеремия рассматривался в качестве автора Книги Царств. По его мнению, эту часть Библии следует рассматривать как одну большую теологическую историю, где в самой сердцевине находится завет между евреями и Яхве, обещающим вечное процветание Израилю, но требующим, чтобы они поклонялись только Яхве. При этом еврейская история написана в длинном цикле неверность — поражение — покаяние — прощение. В связи с этим, по его мнению, библейская история сначала завершалась окончательным приходом богобоязненного царя Иосии, а позднее, после падения Иудейского царства в 586 г. до н. э., была переписана, возложив вину за эту катастрофу на зло, совершённое при Манассии: «Подобного ему [Иосии] не было царя прежде его, который обратился бы к Господу всем сердцем своим, и всею душею своею, и всеми силами своими, по всему закону Моисееву; и после него не восстал подобный ему. Однакож Господь не отложил великой ярости гнева Своего, какою воспылал гнев Его на Иуду за все оскорбления, какими прогневал Его Манассия» (4Цар. 23:25-26).

### Исследование Исхода
В своей книге «Исход: как он случился и почему так важен» (англ. The Exodus: How It Happened and Why It Matters) Фридман утверждает, что в исходе евреев из Египта участвовало всего несколько тысяч человек, которые покинули его во время правления фараона Рамсеса II или его сына — фараона Мернептаха. Он считает, что именно эта группа переселенцев позже слилась с израильтянами, образовав колено Левия и внедрив культ Яхве в Ханаане вместе с идеей монотеизма / монолатрии, возможно, вдохновлённой религиозными реформами фараона Эхнатона. Оказавшись в Израиле, культ Яхве вытеснил культ хананского Эля, и Фридман делает вывод о том, что эти два божества стали одним и тем же в религиозном мировоззрении израильтян. Кроме того, он полагает, что имя Яхве происходит от слова Yhw из языка кочевников шасу, поскольку встречается в двух древнеегипетских текстах времён фараонов Аменхотепа III и Рамсеса II. В то же время Фридман отвергает мысль, что еврейский монотеизм возник в эпоху Вавилонского пленения (см. фигуру Второ-Исайи), считая, что представление о монотеизме / монолатрии присутствует у народа Израиля с XII века до н. э., хотя и в течение многих веков сталкивалось с сильным сопротивлением политеизма.
Книга получила благожелательные отзывы от таких исследователей, как Брэдли Шавит Артсон, Марк Цви Бреттлер, Джонатан Кирш, Томас Эван Леви, Джоди Магнесс, Кэрол Майерс и Питер Эрик Эннса, а также в журналах Faith Matters, The Jewish Journal и Publishers Weekly.

## Научные труды

### Монографии
- Who Wrote the Bible? (Harper San Francisco[англ.]) (1987, new preface 1997) ISBN 978-0060630355 (Русский перевод: Как создавалась Библия. — М.: Эксмо, 2011. — 402 с. — ISBN 978-5-699-48351-8.)
- The Disappearance of God: A Divine Mystery (Little, Brown and Company) (1995) ISBN 0316294349
- The Hidden Face of God (Harper San Francisco[англ.]) (1996) ISBN 0-06-062258-X
- The Hidden Book in the Bible (Harper San Francisco[англ.]) (1999) ISBN 0-06-063004-3
- Commentary on the Torah (Harper San Francisco[англ.]) (2003) ISBN 0-06-050717-9
- The Bible with Sources Revealed[англ.] (Harper San Francisco[англ.]) (2003) ISBN 0-06-053069-3
- The Bible Now, with Shawna Dolansky (Oxford University Press) (2011) ISBN 0-19-531163-9
- The Exodus (HarperOne[англ.]) (2017) ISBN 0062565249

### Энциклопедии и словари
- «Tabernacle» // The Anchor Bible Dictionary[англ.] (New York: Doubleday, 1992), vol. VI, pp. 292–300
- «Torah» // The Anchor Bible Dictionary[англ.] (New York: Doubleday, 1992), vol. VI, pp. 605–622
- "Pentateuch, " with Shawna Dolansky // Encyclopedia Judaica[англ.] (2007), vol. 15, pp. 730–753

### Статьи
- «The Biblical Expression mastîr panîm» // Hebrew Annual Review 1 (1977), pp. 139–147
- «The MRZH Tablet from Ugarit» // Maarav 2 (1980), pp. 187–206
- «The Tabernacle in the Temple» // Biblical Archeologist 43 (1980), pp. 241–248
- «Composition and Paronomasia in the Book of Jonah» // Hebrew Annual Review 4 (1980), pp. 77–92, with Baruch Halpern
- «Sacred History and Theology: The Redaction of Torah» // The Creation of Sacred Literature, pp. 25–34
- «From Egypt to Egypt: Dtr1 and Dtr2» // Traditions in Transformation: Turning-Points in Biblical Faith, Frank Moore Cross Festschrift (Eisenbrauns, 1981) J. Levenson and B. Halpern, eds., pp. 167–192
- «The Prophet and the Historian: The Acquisition of Historical Information from Literary Sources» // The Poet and the Historian, pp. 1–12
- «The Hiding of the Face» // Jewish Perspectives on Ancient Israel (Philadelphia: Fortress Press, 1987), J. Neusner, E. Frerichs, and B. Levine, eds., pp. 207–222
- «Deception for Deception» // Bible Review[англ.] II:1 (1986), pp. 22–31, 68
- «The Recession of Biblical Source Criticism» // The Future of Biblical Studies: The Hebrew Scriptures (1987), pp. 81–101
- «Torah and Covenant» // The Oxford Study Bible, J. Suggs, ed. (New York: Oxford University Press, 1991), pp. 154–163
- «Is Everybody an Expert on the Bible?» // Bible Review[англ.] VII: 2 (1991), pp. 16–18, 50-51
- «Scholar, Heal Thyself» // The Iowa Review[англ.] 21 (1991), pp. 33–47
- «Late for a Very Important Date» // Bible Review[англ.] IX:6 (1993), pp. 12–16
- «Parashat Bereshit» // Learn Torah With. . . (Torah Aura, 1994), pp. 1–3
- «Parashat Bereshit, II» // Learn Torah With. . . (Torah Aura, 1995), pp. 1–3
- «The Deuteronomistic School» // Fortunate the Eyes That See, David Noel Freedman Festschrift (Grand Rapids, Michigan: Eerdmans, 1995) Astrid Beck et al, eds., pp. 70–80
- «Some Recent Non-arguments Concerning the Documentary Hypothesis» // Texts, Temples, and Traditions, Menahem Haran Festschrift (Winona Lake, Indiana: Eisenbrauns, 1996) Michael Fox et al, eds., pp. 87–101
- «Parashat Wayyera’» // Learn Torah With. . . (Torah Aura, 1996), pp. 1-3
- "Bereshit, " (revised from «Parashat Bereshit») // Learn Torah With (Los Angeles: Alef Design Group, 1996), Stuart Kelman and Joel Lurie Grishaver, eds., pp. 2–6, 10
- «Parashat Lek Leka» // Learn Torah With. . . (Torah Aura, 1998), pp. 1–3
- «The Hidden Book in the Bible» // Excerpt from The Hidden Book in the Bible, Religious Studies News (AAR/SBL, September, 1998), pp. 18–19
- «The Novelist and the Philologist, or Nothing Happens by Chance Anymore» // Paradoxa 5 (1999) pp. 42–58
- «Parashat Vayyelek» // Learn Torah With. . . (Torah Aura, 2000), pp. 1–3
- «Solomon and the Great Histories» // Ann Killebrew and Andrew Vaughn, eds., Biblical Lands and Peoples in Archaeology and Text (Atlanta: Society of Biblical Literature, 2003)
- «Deception for Deception» // H. Shanks, ed., Abraham and Family (Washington, DC: Biblical Archaeology Society, 2000), pp. 131–144; reprinted from Bible Review 2 (1986), pp. 22–31, 68
- «Parashat Yitro» // Learn Torah With. . . (Torah Aura, 2001), pp. 1–3
- "Death and Afterlife: The Biblical Silence, " with Shawna Dolansky Overton // Judaism in Late Antiquity, Volume Four: Death, Afterlife, Resurrection, and the World to Come (Leiden: Brill, 2001) Alan J. Avery-Peck & Jacob Neusner, eds., pp. 35–59
- «Studying Torah: Commentary, Interpretation, Translation» // Excerpt from Commentary on the Torah Judaism 50 (2001), pp. 295–306
- «Why I Wrote My Torah Commentary» // Moment 26/6 (December, 2001), pp. 56–59, 72-76
- «An Essay on Method» // Le-David Maskil (Biblical and Judaic Studies from the University of California, San Diego; Winona Lake, Indiana: Eisenbrauns, 2003) Richard Elliott Friedman and William Henry Propp, eds., pp. 1–15
- «No, He Had No Banana — Of Faith and Reason» // Moment 28/4 (August 2003), pp. 60–61, 68-70
- «Three Major Redactors of the Torah» // Birkat Shalom (Winona Lake, IN: Eisenbrauns, 2008), pp. 31–44
- «Taking the Biblical Text Apart» // Bible Review[англ.] XXI/4 (2005), pp. 19–23, 48-50
- «Biblical Perspective» // Dream of Zion (Jewish Lights, 2007), pp. 186–188 Jeffrey Salkin, ed.
- «Ancient Biblical Interpreters vs. Archaeology & Modern Scholars» // Biblical Archaeology Review[англ.], vol. 34, no. 1 (January/February, 2008), pp. 62–67
- «A Bible Scholar in the City of David» // Historical Biblical Archaeology and the Future — The New Pragmatism (London: Equinox, 2009) Thomas Levy, ed.
- «The Bible Then — The Bible Now» // Biblical Archaeology Review[англ.], vol. 37, no. 5 (September-October, 2011) pp. 26, 66
- «The SOTAH: Why Is This Case Different from All Other Cases?» // Iain Provan and Mark J. Boda, eds., Let Us Go up to Zion: Essays in Honour of H. G. M. Williamson on the Occasion of his Sixty-Fifth Birthday (Leiden: Brill, 2012) pp. 371–382
- «Love Your Neighbor — Only Israelites or Everyone?» // Biblical Archaeology Review[англ.] (September-October, 2014) pp. 48–52
- «The Exodus in History» (published as an interview) // Reform Judaism, Spring, 2014
- «Kissing Through a Vail: Translating the Emphatic in Biblical Hebrew» // G. Rendsberg and F. Greenspahn, eds., in Lema`an Ziony: A Festschrift in Honor of Ziony Zevit (Wipf & Stock, 2016)

## Публицистика
- «More Dangerous Than Holocaust Deniers» // The Jerusalem Post, July 20, 2006
- «Jeremiah’s Wish» // The Jerusalem Post, February 2, 2007